# Kamieńszczyzna (województwo mazowieckie)
Kamieńszczyzna – wieś sołecka w Polsce położona w województwie mazowieckim, w powiecie sochaczewskim, w gminie Rybno. Ma status sołectwa.
| SIMC    | Nazwa   | Rodzaj    |
| ------- | ------- | --------- |
| 0736681 | Marysin | część wsi |

W latach 1975–1998 miejscowość administracyjnie należała do województwa skierniewickiego.
Sąsiaduje z Rybnem (ok. 1 km), Jasieńcem i Ludwikowem.
Sołectwo 31 grudnia 2013 roku liczyło 97 mieszkańców.
Wierni kościoła rzymskokatolickiego należą do parafii Rybno, diecezji Łowicz.